# Comedian Harmonists
Cet article concerne un groupe musical de l’entre-deux-guerres. Pour le film retraçant leurs vies, voir Comedian Harmonists (film).
Les Comedian Harmonists sont un sextuor vocal allemand, actif entre 1928 et 1935. Pendant l'entre-deux-guerres, l'ensemble était renommé dans toute l'Europe. Les Comedian Harmonists se séparent avant leur « interdiction de se produire en public » (Auftrittsverbot) par la Reichskulturkammer, trois de leurs membres étant Juifs. Ils ont donné leur dernier concert allemand à Munich le 25 mars 1934, pour se produire à l'étranger, et effectuer leur dernier enregistrement début 1935.

## Histoire

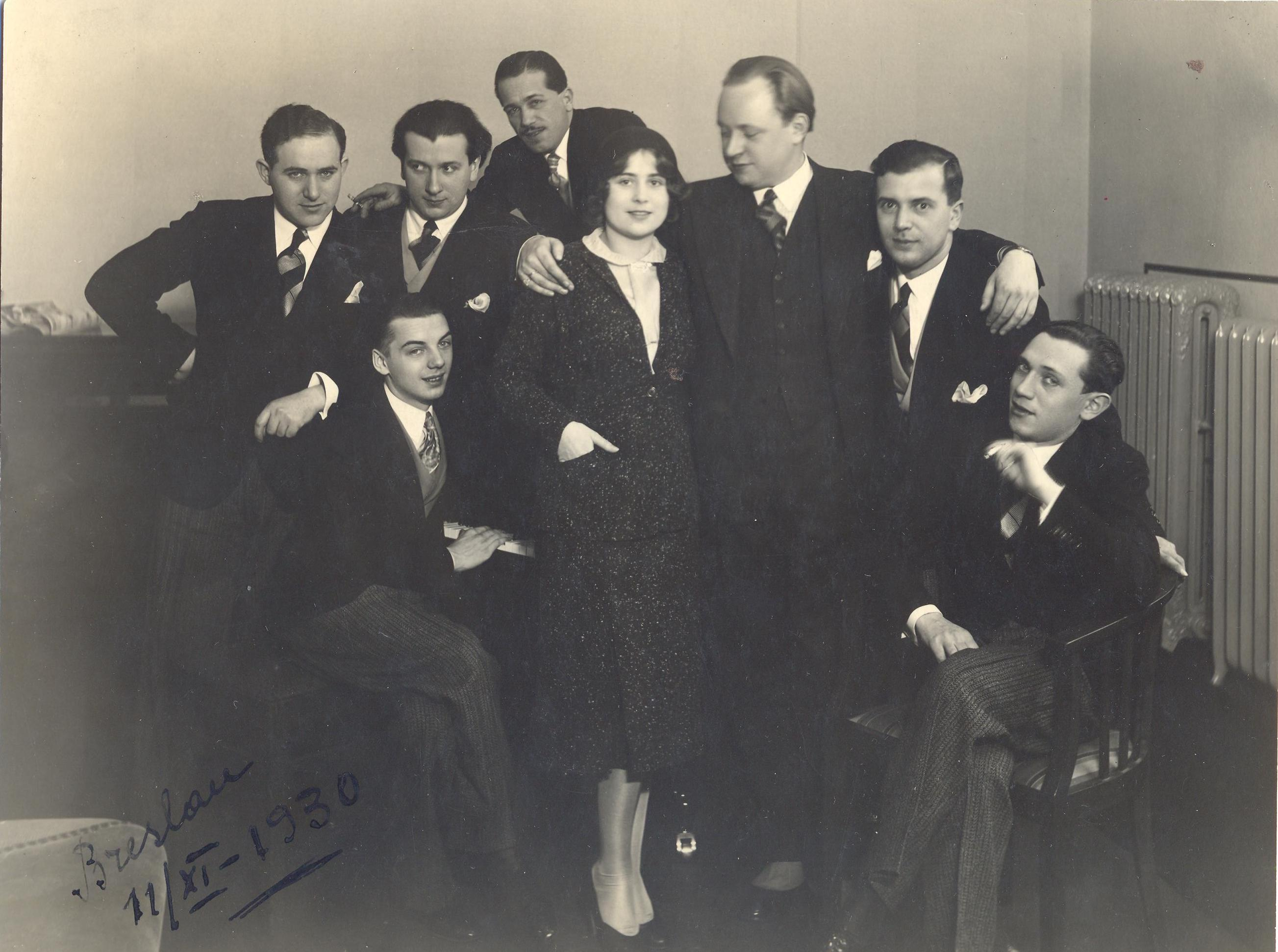
Les Comedian Harmonists à Wrocław, en 1930.

### Création
Les membres fondateurs du groupe sont Harry Frommermann et Robert Biberti. Frommermann passionné d'harmonisation vocale est un grand admirateur d'un quintette vocal américain en vogue, The Revelers, dont il veut adapter rythmes et harmonies à l'allemand. Il passe une simple annonce dans le Berliner Lokalanzeiger le 18 décembre 1927 pour recruter des chanteurs. Par ce biais, il rencontre d'abord Robert Biberti. Si Frommermann est une personnalité effacée, Biberti est tout son contraire, mondain et surtout, il a le sens des affaires. Selon Douglas Friedman dans son The Comedian Harmonists (2010), les deux ensembles, Comedian Harmonists et 'The Revelers, se rencontrent sur la même scène berlinoise en août 1929.
Les Cycowski et Leschnikoff sont d'origine diverses, mais ont pour centre le Großes Schauspielhaus de Berlin où ils sont choristes. Quant au pianiste Erwin Bootz, il est une connaissance de Leschnikoff.

### Débuts
Pour commencer, Harry Frommermann se contente d'écrire des arrangements pour l'ensemble qui porte le nom de « German Revelers ». Mais lorsqu'il rejoint l'ensemble, il apporte sa voix de troisième ténor (ténor buffo) en imitation d'instruments. Erwin Bootz pendant toute la durée du sextuor écrira aussi nombre d'arrangements. Le groupe participe d'abord à des comédies musicales à Berlin, Hambourg ou Cologne et ne donne son premier récital à Leipzig que le 26 janvier 1930. Côté enregistrement, ils ont déjà un catalogue de trente titres pour le label Odeon. Puis ils signent avec Electrola un nouveau contrat, avant une tournée dans toute l'Allemagne, où leur triomphe est fulgurant.

### Succès

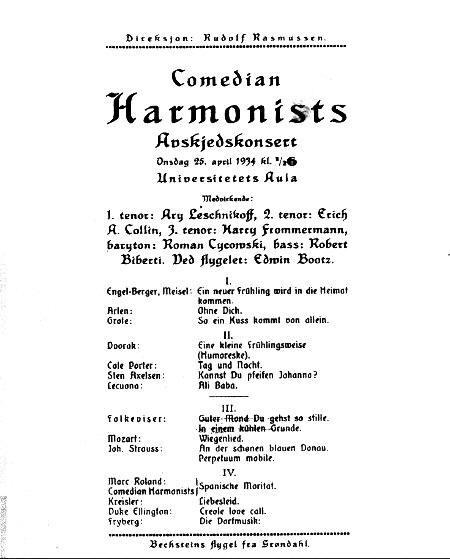
Programme de concert, 1934.

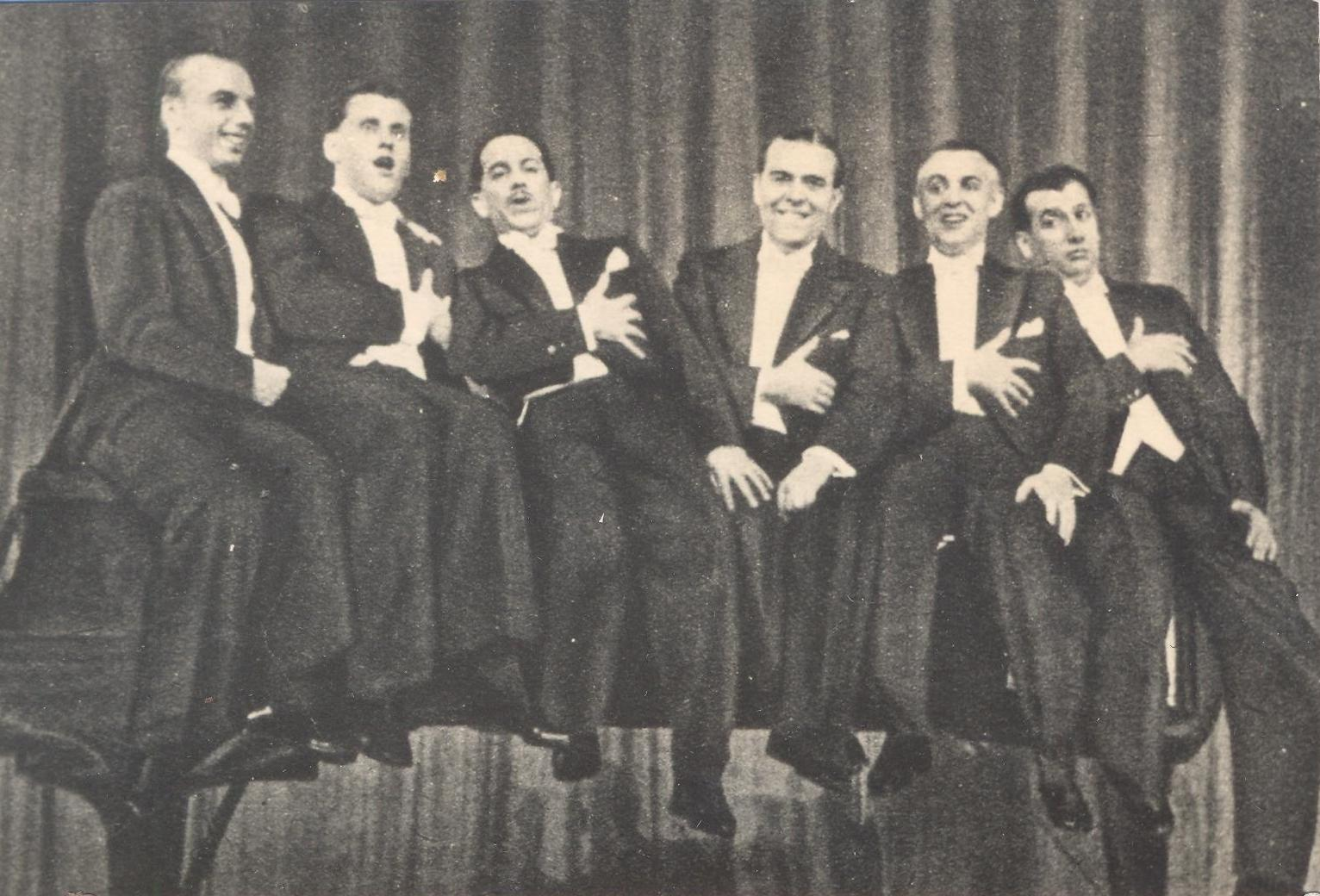
Le Meistersextett, 1938.

Le succès de ce groupe est dû d'une part à la juxtaposition, alors nouvelle, d'une polyphonie parfaitement maîtrisée et de tenues classiques sophistiquées, et d'autre part à des textes, musiques et jeux de scènes décalés. Ce succès coïncide avec la montée du nazisme en Allemagne : il est donc possible que leur univers souriant ait constitué en Europe un exutoire à ces tensions. Roman Cycowski dira : « Nous fûmes une lumière brillante dans un temps bien sombre ». Enfin, la généralisation de la radio, et phonographe dans les foyers sert leur popularité.
À mesure que l'antisémitisme nazi devient plus tangible, Harry Frommermann — étant juif — incite les autres membres du groupe à faire une tournée en France d'abord, puis aux États-Unis. Après un dernier concert devant les Allemands le 25 mars 1934 à Munich, moins de sept ans après leur création, en juin 1934, invité par la NBC, il se produit devant 85 000 marins dans le port de New York. Frommermann envisage que le groupe continue plutôt sa carrière là-bas. Les conditions du show-biz, plus âpres outre-Atlantique qu'en Europe, le refus de Biberti et la nostalgie du pays de trois des chanteurs les font revenir dans leur patrie.

« Les Comedian Harmonists semblent embarrassés de renouveler leur répertoire. Ils ont donné une agréable adaptation française de Night and Day, avec des effets de mezzo voce très réussis. Mais leur essai de transcriptions vocale du menuet de Boccherini n'a que la valeur d‘un tour de force plus bizarre qu‘intéressant. »

— Le Crapouillot, 1934, p. 41
En 1935, malgré les protections dont le groupe dispose en Allemagne, y compris dans des milieux puissants du Reich allemand (dont curieusement le gauleiter antisémite Julius Streicher lui-même), le régime nazi exige que le groupe se sépare de ses trois membres juifs. Les Comedian Harmonists sont officiellement séparé par les autorités le 22 février, faute de pouvoir se dissoudre : une longue série de contrats déjà signés engageait en effet celui-ci. Ils enregistrent illégalement un dernier disque quelques jours plus tard : la cinquième des Danses hongroises de Johannes Brahms et la Barcarolle tirée des Contes d'Hoffmann de Jacques Offenbach, pour Electrola (le 28 février ou le 1er mars 1935 selon les sources). Plus jamais le groupe ne se reconstituera et les membres ne se reverront plus.
Biberti, Leschnikoff et Bootz montent une nouvelle formation avec trois autres chanteurs, le Meistersextett.
Harry Frommermann se réfugie à l'étranger où il chante avec Collin et Cycowski un temps, sous le nom de Comedy Harmonists. Finalement ils s'installent aux États-Unis où ils forment le Harry Frommermann and his Harmonists. Frommermann rentre en Allemagne en 1960. C'est là qu'il décède en 1975.

## Membres
- Ari Leschnikoff - ténor 1
- Erich A. Collin - ténor 2 (il ne devient membre du groupe qu'en 1929 ; la première année la partie de second ténor était tenue par Walter Nußbaum)
- Harry Frommermann - ténor 3 (ténor bouffo), arrangeur
- Roman Cycowski - baryton
- Robert Biberti (de) - basse
- Erwin Bootz (de) - piano, arrangeur

## Discographie

### Chansons

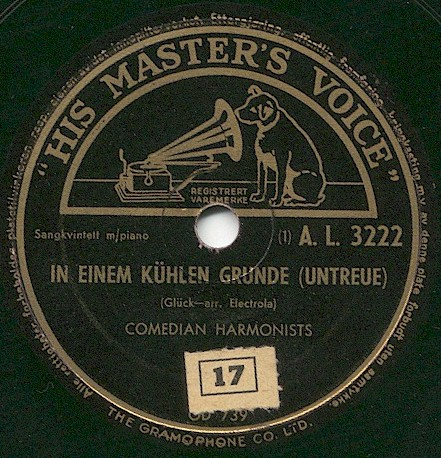
Enregistrement de In einem kühlen Grunde sur un disque 78 tours du label La Voix de son maître.

Les paroles de leurs chansons combinent allemand châtié et assonances inattendues :
Der Onkel Bumba aus Kalumba tanzt nur Rumba.

Die große Mode in Kalumba ist jetzt Rumba.

Sogar der Oberbürgermeister von Kalumba

Tanzt jetzt leidenschaftlich Rumba,

Rumba, Rumba, Rumba, Rumba, Rumba, Rumba, Rumba, ... Rum-ba

Was ist denn los in ganz Kalumba mit dem Rumba - Rumba?

Die Politik ist ganz vergessen in Kalumba.

Man ist vor Rumba ganz besessen in Kalumba.
et tirent parti des sonorités de la langue allemande, comme dans Marie, Marie! (extrait) :
Marie, Marie, ich bin verliebt in sie.

Es gibt nur eine, denn so ist keine wie die.

Und steht Marie, Marie, am Fenster vis-a-vis,

schau ich hinüber
und sie schaut rüber,

doch weiter kommen wir nie.

Marie, Marie, du hast mir's angetan.

Immer spät und früh schau' ich dich an

wie trunken, die Blicken funken.

Marie, Marie, warum kommst du denn nie

beim Mondenscheine zu mir, du kleine Marie?
Ein kariertes Baumwollkleidchen, einen hellen Schurz,

und ein breites Band am Röckchen, das beinah' zu kurz.

Dann den großen Zackenkragen unterm blonden Haar

hat das Mädel mit dem strahlend blauen Augenpaar.
Ils chantent souvent dans d'autres langues, comme le français, notamment Au revoir, bon voyage, Amusez-vous, Les gars de la marine, et Quand la brise vagabonde. Ils enregistrent également à Paris.

### Succès notables

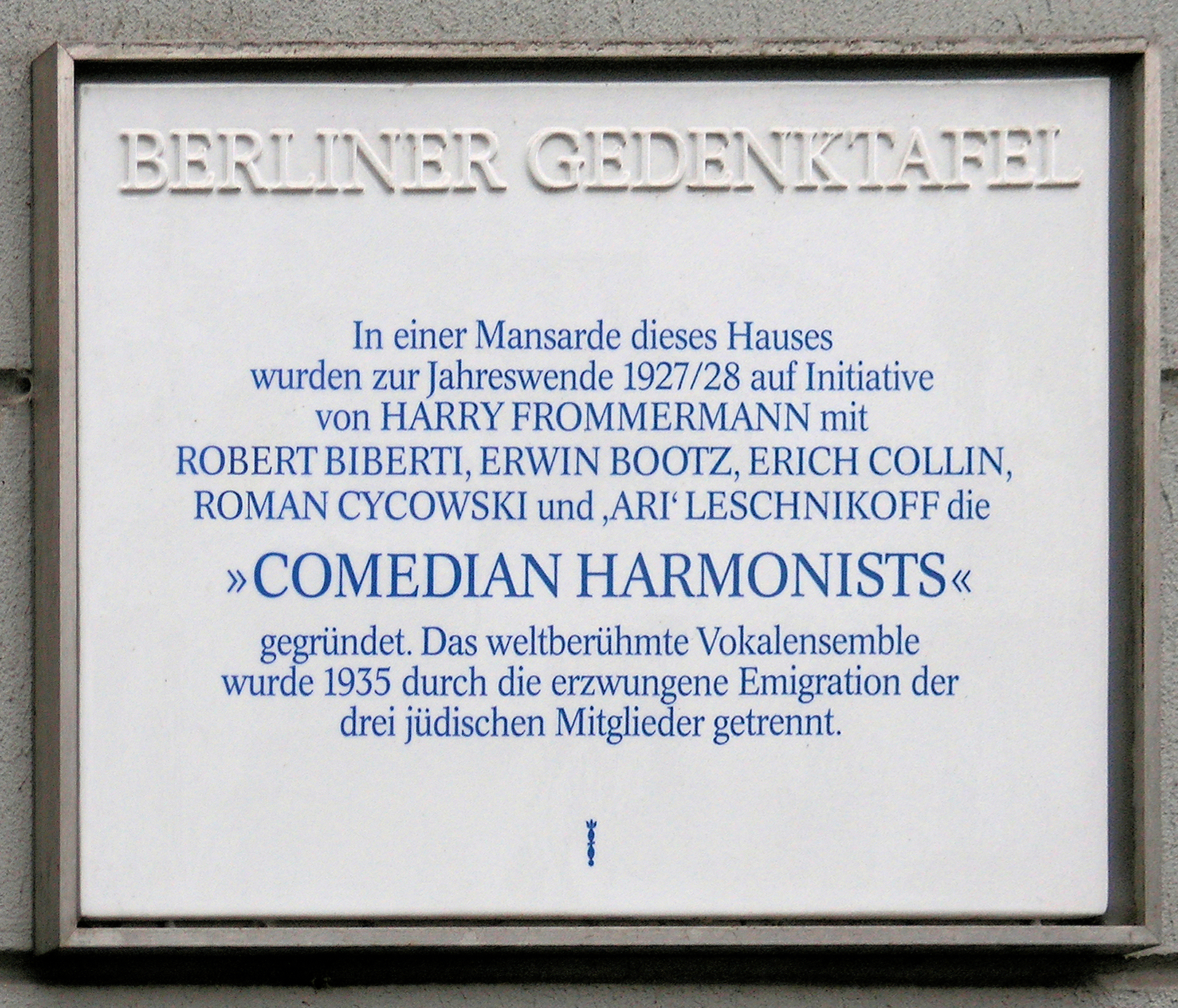
Plaque commémorative à Berlin.

- 1928 : Ich küsse Ihre Hand, Madame
- 1930 : Veronika, der Lenz ist da
- 1931 : Das ist die Liebe der Matrosen (transposée en français sous le titre Les gars de la marine et en anglais sous le titre  The way with every sailor) c'est un succès réellement planétaire, initialement créé pour le film Bomben auf Monte Carlo, une comédie musicale loufoque avec Hans Albers, Anna Sten et Peter Lorre.
- 1931 : Marie, Marie! (chantée dans le film)
- 1932 : Irgendwo auf der Welt (en)
- 1934 : Tea for two
- 1934 : Au revoir, bon voyage
- 1937 : Tabou (enregistré à Paris)

## Postérité
Le groupe a influencé les orchestres de Jack Hylton en Grande-Bretagne et de Ray Ventura en France. Son style fait, par la suite, de nombreux émules allant des Frères Jacques à Chanson plus bifluorée en passant par Les Quatre Barbus, Les Octaves et Indigo. Un documentaire télévisé en deux parties, Die Comedian Harmonists – Sechs Lebensläufe, leur est consacré par le réalisateur du Nouveau cinéma allemand, Eberhard Fechner, en 1976.
Un film, Comedian Harmonists, est réalisé par Joseph Vilsmaier en 1997. Ce dernier met l'accent sur la synergie entre deux cultures qui permet un succès mondial et est cassée par la politique raciste des nazis. À noter, aussi, l'influence du groupe sur Max Raabe et son orchestre, Palastorchester. Enfin, comme les Beatles, les Comedian Harmonists ont inspiré des groupes de revival les clonant de façon parfois impressionnante. Parmi eux, les Berlin Comedian Harmonists, qui ont participé parfois aux spectacles d'André Rieu.